# Olympische Sommerspiele 1920/Leichtathletik – 10.000 m (Männer)

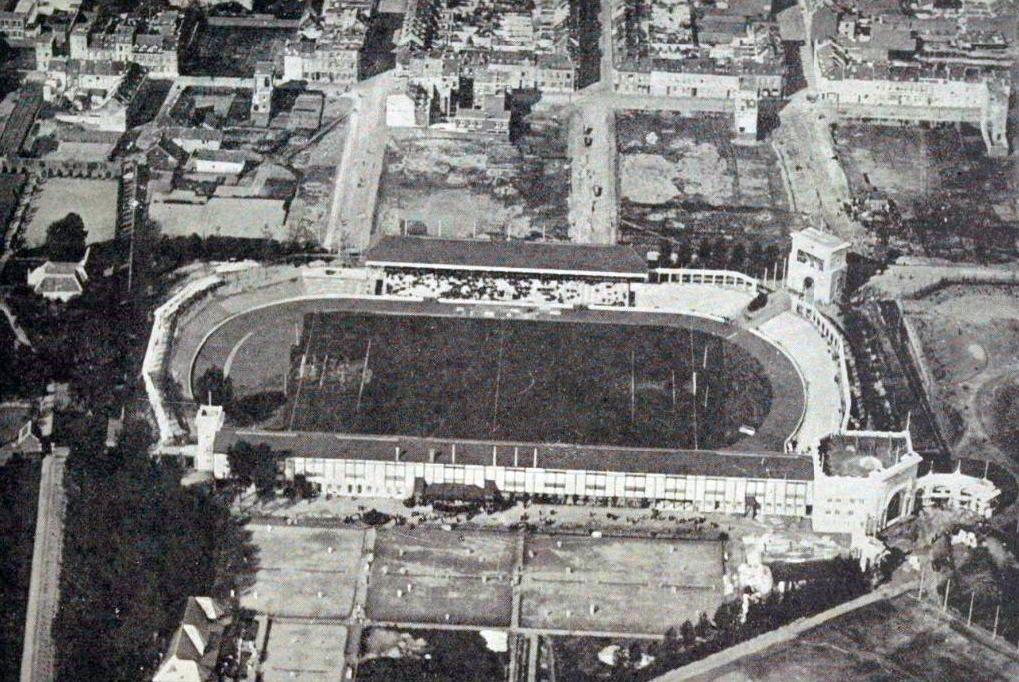
Das Antwerpener Olympiastadion

Der 10.000-Meter-Lauf der Männer bei den Olympischen Spielen 1920 in Antwerpen wurde am 19. und 20. August 1920 im Antwerpener Olympiastadion ausgetragen. 34 Athleten nahmen daran teil.
Olympiasieger wurde der Finne Paavo Nurmi vor dem Franzosen Joseph Guillemot und dem Briten James Wilson.
Österreicher und Deutsche waren von der Teilnahme an diesen Spielen ausgeschlossen.

Zwei Schweizer Athleten waren vertreten und erreichten beide das Finale. Dort wurde Oscar Garin Neunter, sein Mannschaftskollege Alfred Gaschen ging im Finalrennen nicht an den Start.

## Bestehende Rekorde
| WR | 30:58,8 min | Jean Bouin ( Frankreich)                      | Colombes, Frankreich   | 6. November 1911 |
| OR | 31:20,8 min | Hannes Kolehmainen ( Großfürstentum Finnland) | OS Stockholm, Schweden | 8. Juli 1912     |

Der olympische Rekord wurde bei den Spielen von Antwerpen nicht erreicht.

## Durchführung des Wettbewerbs
Am 19. August (10.00 Uhr Ortszeit) wurden insgesamt drei Vorläufe durchgeführt. Die jeweils ersten fünf Läufer – hellblau unterlegt – qualifizierten sich für das Finale am 20. August um 16.30 Uhr.

## Vorläufe
Die Zeitangaben sind nicht komplett überliefert.
Datum: 19. August 1920, 10.00 Uhr Ortszeit

### Vorlauf 1

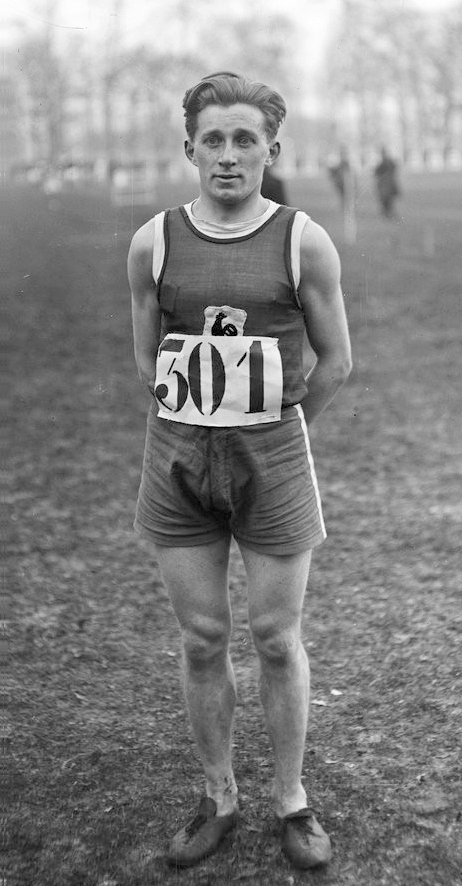
Lucien Duquesne – ausgeschieden als Siebter des ersten Vorlaufs

| Platz | Name                      | Nation             | Zeit        | Anmerkung |
| ----- | ------------------------- | ------------------ | ----------- | --------- |
| 1     | James Wilson              | Großbritannien     | 33:40,2 min |           |
| 2     | Paavo Nurmi               | Finnland           | 33:46,3 min |           |
| 3     | Augusto Maccario          | Königreich Italien | 34:06,8 min |           |
| 4     | Jean-Baptiste Manhès      | Frankreich         | 34:12,0 min |           |
| 5     | Alfred Gaschen            | Schweiz            | 34:38,4 min |           |
| 6     | Werner Magnusson          | Schweden           | 34:49,2 min |           |
| 7     | Lucien Duquesne           | Frankreich         | 35:06,6 min |           |
| 8     | Pierre Deveaux            | Belgien            | 36:38,3 min |           |
| DNF   | Jüri Lossmann             | Estland            |             |           |
| DNF   | Phadeppa Dareppa Chaugule | Britisch-Indien    |             |           |
| DNF   | Julius Ebert              | Dänemark           |             |           |
| DNF   | Amisoli Patasoni          | USA                |             |           |

### Vorlauf 2
| Platz | Name             | Nation     | Zeit        | Anmerkung |
| ----- | ---------------- | ---------- | ----------- | --------- |
| 1     | Joseph Guillemot | Frankreich | 32:41,6 min |           |
| 2     | Eric Backman     | Schweden   | 32:48,5 min |           |
| 3     | Albert Andersen  | Dänemark   | 32:58,4 min |           |
| 4     | Fred Faller      | USA        | 33:02,4 min |           |
| 5     | Oscar Garin      | Schweiz    | 33:04,4 min |           |
| 6     | Edward Lawrence  | Kanada     | 33:08,5 min |           |
| 7     | Teodoro Pons     | Spanien    | k. A.       |           |
| 8     | Konosuke Sano    | Japan      | k. A.       |           |
| 9     | Aimé Proot       | Belgien    | k. A.       |           |
| 10    | Sinton Hewitt    | Australien | k. A.       |           |

### Vorlauf 3

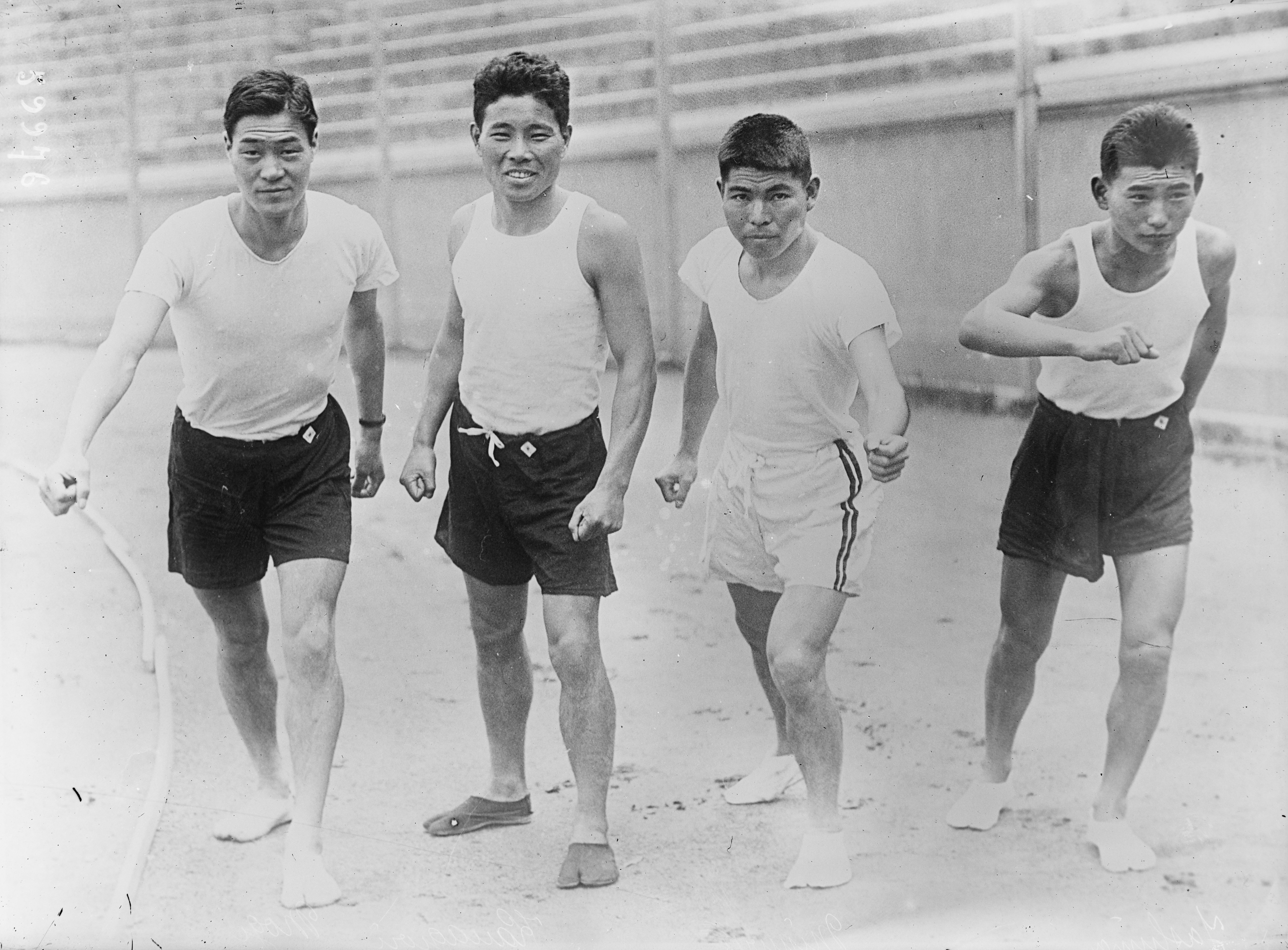
Zensaku Motegi (hier ganz rechts als Mitglied des japanischen Marathonteams) – im Marathonlauf auf Rang zwanzig, hier ausgeschieden als Zwölfter des dritten Vorlaufs

| Platz | Name               | Nation             | Zeit        | Anmerkung |
| ----- | ------------------ | ------------------ | ----------- | --------- |
| 1     | Heikki Liimatainen | Finnland           | 32:08,2 min |           |
| 2     | Charles Clibbon    | Großbritannien     | 32:08,8 min |           |
| 3     | Gaston Heuet       | Frankreich         | 32:11,1 min |           |
| 4     | Carlo Speroni      | Königreich Italien | 32:13,1 min |           |
| 5     | James Hatton       | Großbritannien     | 32:23,0 min |           |
| 6     | Nils Bergström     | Schweden           | 33:38,0 min |           |
| 7     | Alexandros Kranis  | Griechenland       | k. A.       |           |
| 8     | Earl Johnson       | USA                | k. A.       |           |
| 9     | George Cornetta    | USA                | k. A.       |           |
| 10    | Costante Lussana   | Königreich Italien | k. A.       |           |
| 11    | Karel Pacák        | Tschechoslowakei   | k. A.       |           |
| 12    | Zensaku Motegi     | Japan              | k. A.       |           |

## Finale
Datum: 20. August 1920, 16.30 Uhr Ortszeit
| Platz | Name                 | Nation             | Zeit        | Anmerkung |
| ----- | -------------------- | ------------------ | ----------- | --------- |
| 1     | Paavo Nurmi          | Finnland           | 31:45,8 min |           |
| 2     | Joseph Guillemot     | Frankreich         | 31:47,2 min |           |
| 3     | James Wilson         | Großbritannien     | 31:50,8 min |           |
| 4     | Augusto Maccario     | Königreich Italien | 32:02,0 min |           |
| 5     | James Hatton         | Großbritannien     | 32:14,0 min |           |
| 6     | Jean-Baptiste Manhès | Frankreich         | 32:26,0 min |           |
| 7     | Heikki Liimatainen   | Finnland           | 32:28,0 min |           |
| 8     | Fred Faller          | USA                | 32:38,0 min |           |
| 9     | Oscar Garin          | Schweiz            | k. A.       |           |
| DNS   | Charles Clibbon      | Großbritannien     |             |           |
| DNS   | Alfred Gaschen       | Schweiz            |             |           |
| DNS   | Eric Backman         | Schweden           |             |           |
| DNS   | Albert Andersen      | Dänemark           |             |           |
| DNS   | Carlo Speroni        | Königreich Italien |             |           |
| DNS   | Gaston Heuet         | Frankreich         |             |           |

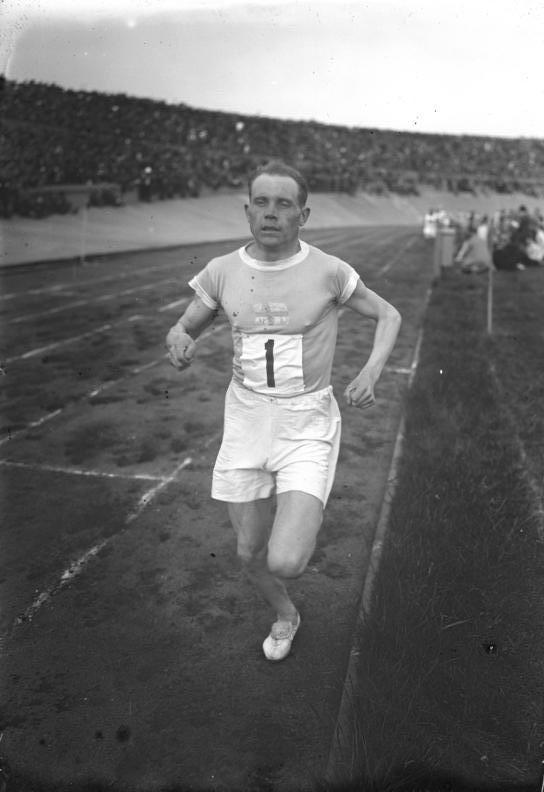
Paavo Nurmi errang in diesem Rennen den ersten von insgesamt neun Olympiasiegen

Zum Endlauf traten nur neun der fünfzehn aus den Vorläufen des Vortags qualifizierten Läufer an. Der erwartete erneute Zweikampf zwischen Joseph Guillemot und Paavo Nurmi fand in der Anfangsphase nicht statt. Guillemot setzte sich gemeinsam mit dem späteren Dritten James Wilson ab und Nurmi hatte zeitweise bis zu zwanzig Meter Rückstand. Aber die beiden Führenden verschleppten das Tempo und Nurmi schloss wieder auf. Zweitausend Meter vor dem Ziel beschleunigte Guillemot, wurde aber seine beiden Gegner nicht los. Zu Beginn der letzten Runde begann Nurmi zu spurten und Wilson verlor den Anschluss. Guillemot und Nurmi liefen jetzt mit wechselnder Führung dem Ziel entgegen. Am Schluss setzte sich der Finne durch und drehte so die Reihenfolge vom 5000-Meter-Lauf um. Drei Tage nach seinem Sieg über die 5000-Meter-Distanz musste sich der Guillemot diesmal seinem Gegner Nurmi geschlagen geben.
Für Paavo Nurmi war es der erste von insgesamt neun Olympiasiegen in seiner Karriere.

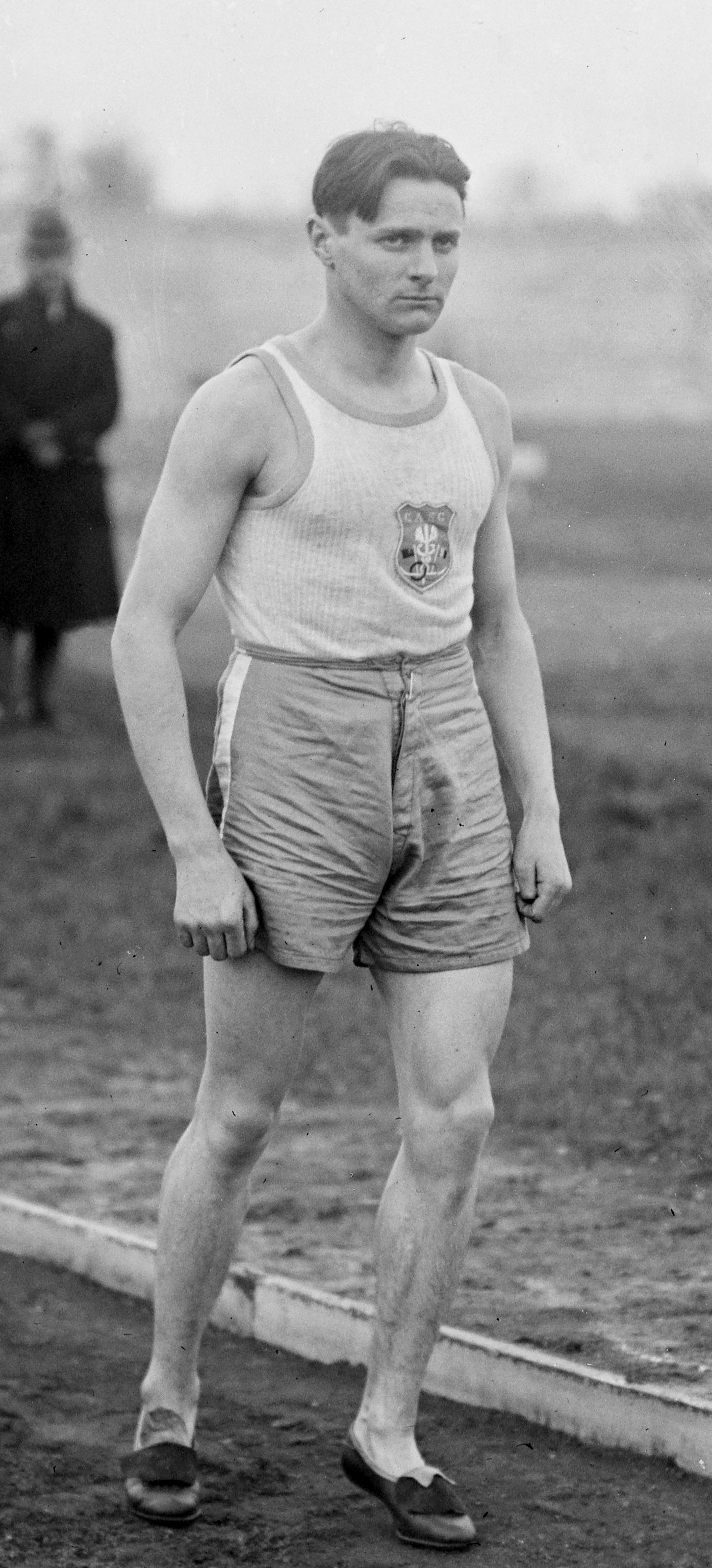
Silbermedaillengewinner Joseph Guillemot
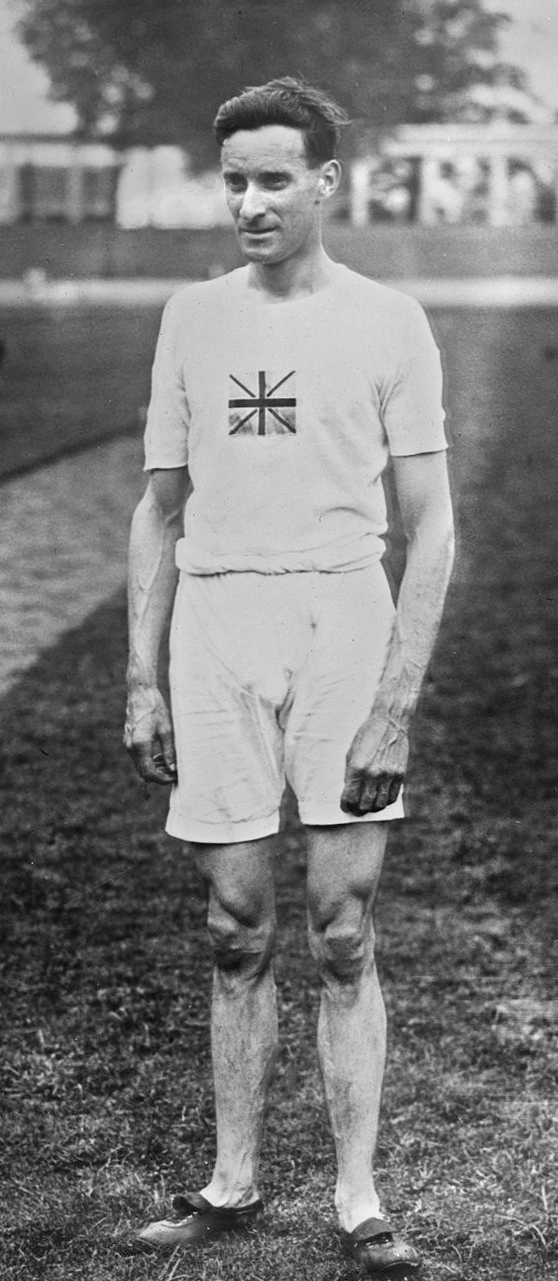
Bronzemedaillengewinner James Wilson
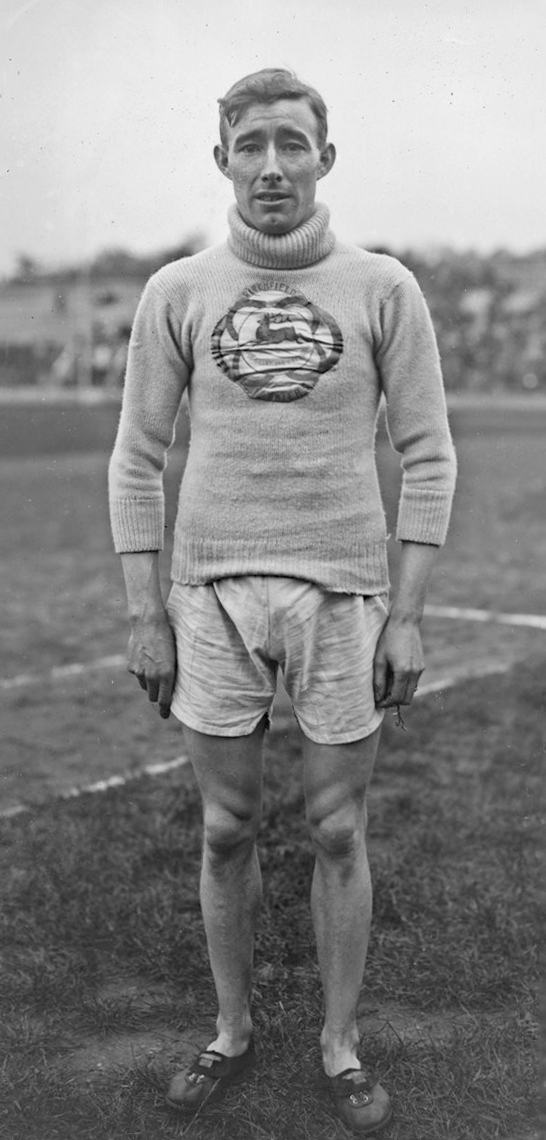
James Hatton belegte Rang fünf
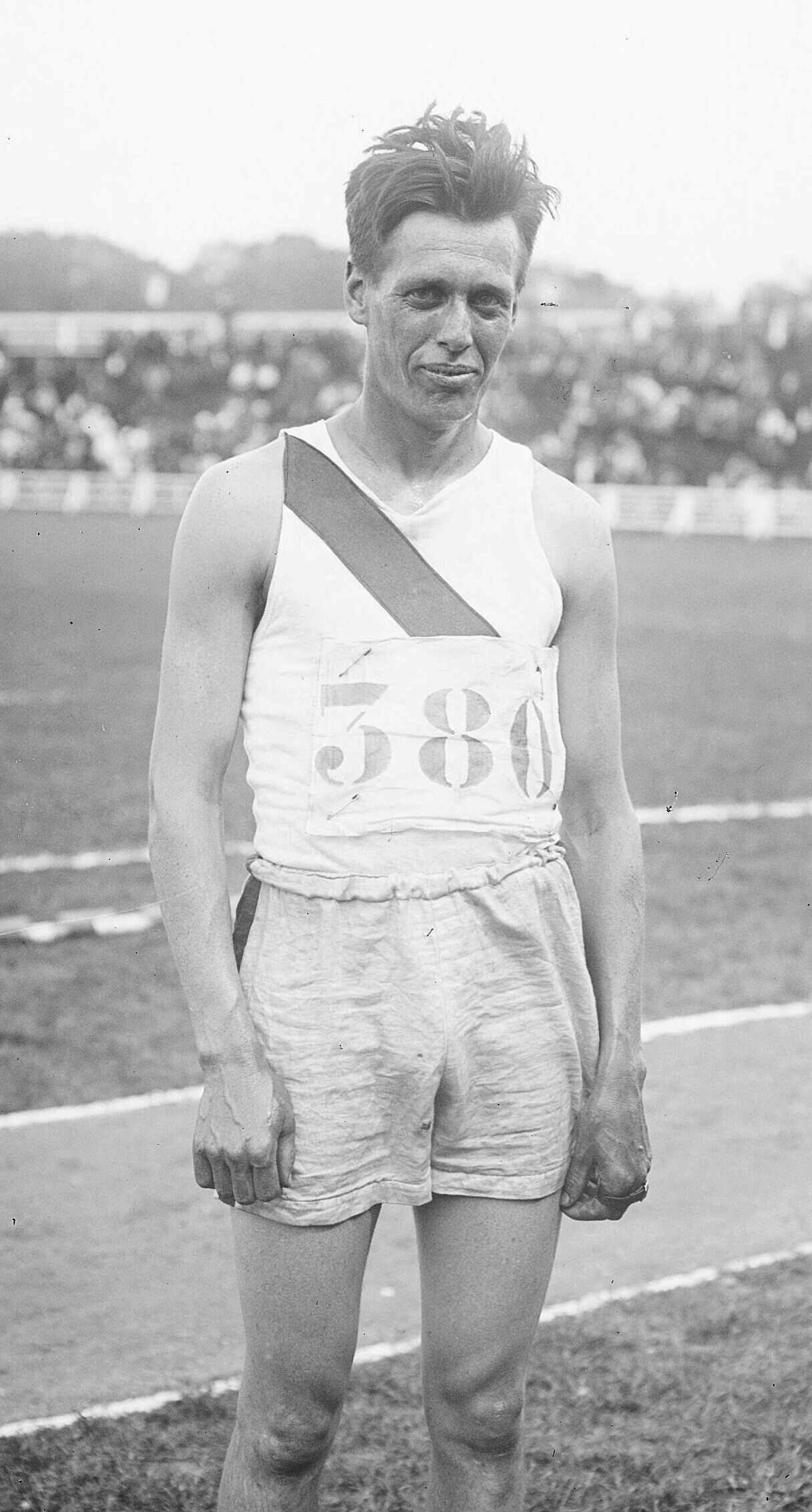
Fred Faller kam auf den achten Platz
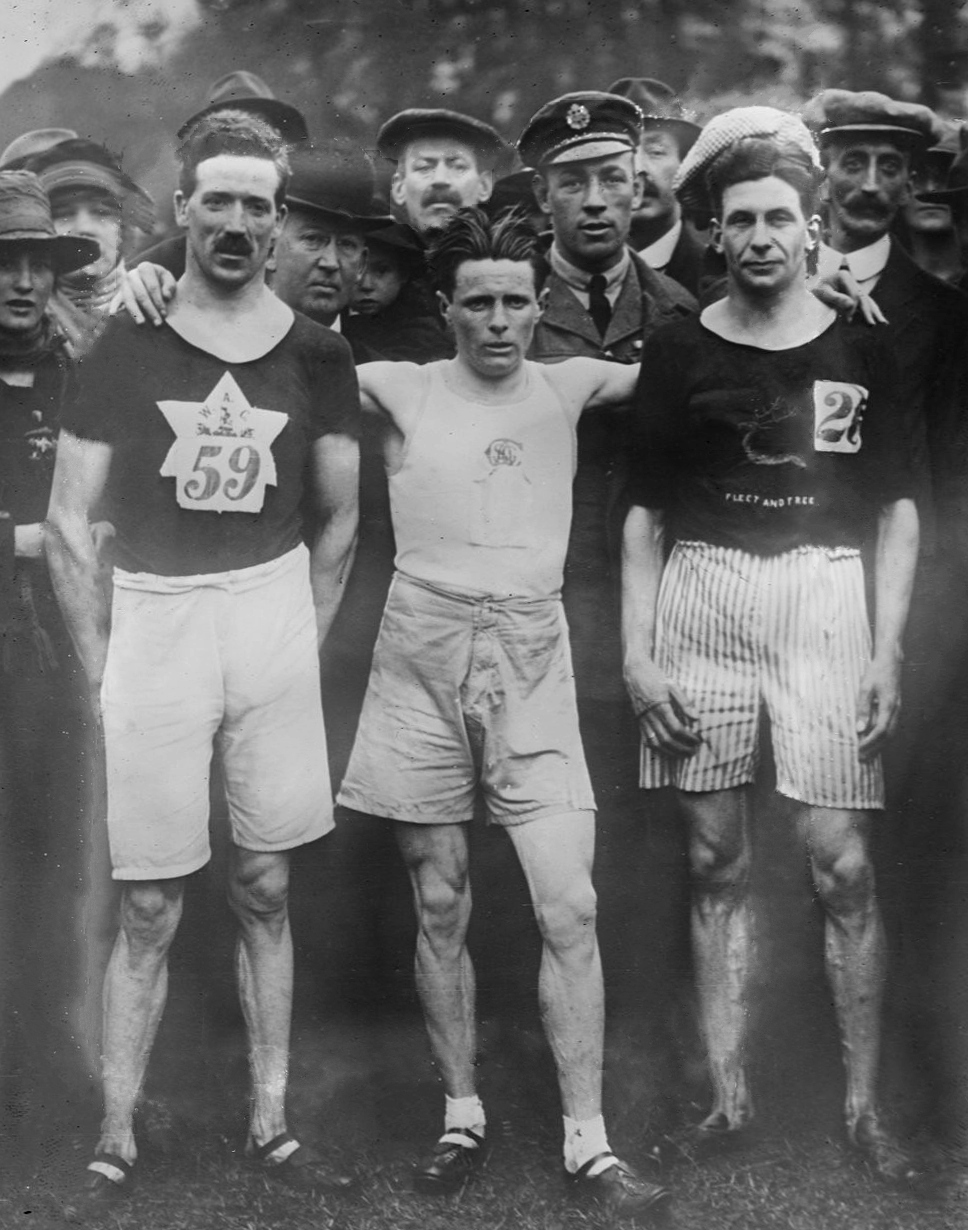
Charles Clibbon (links, in der Mitte Joseph Guillemot) – einer von sechs Läufern, die das Rennen nicht beendeten
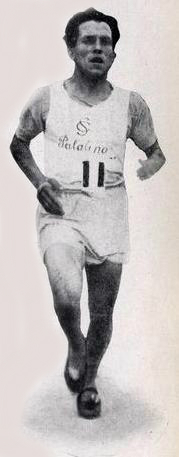
Carlo Speroni erreichte das Finale, musste dort jedoch aufgeben
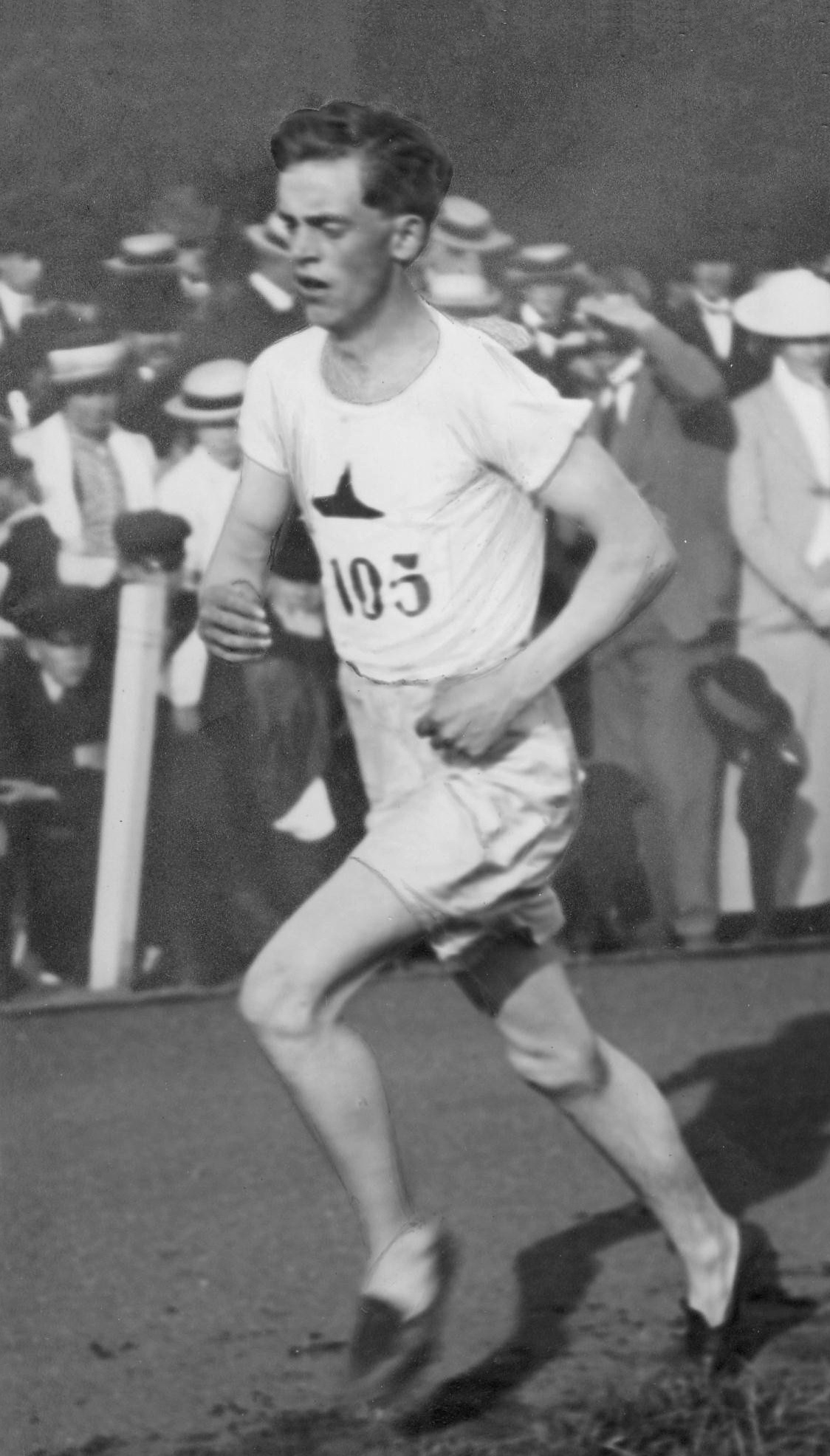
Der Bronzemedaillengewinner über 5000 Meter Eric Backman erreichte nicht das Ziel
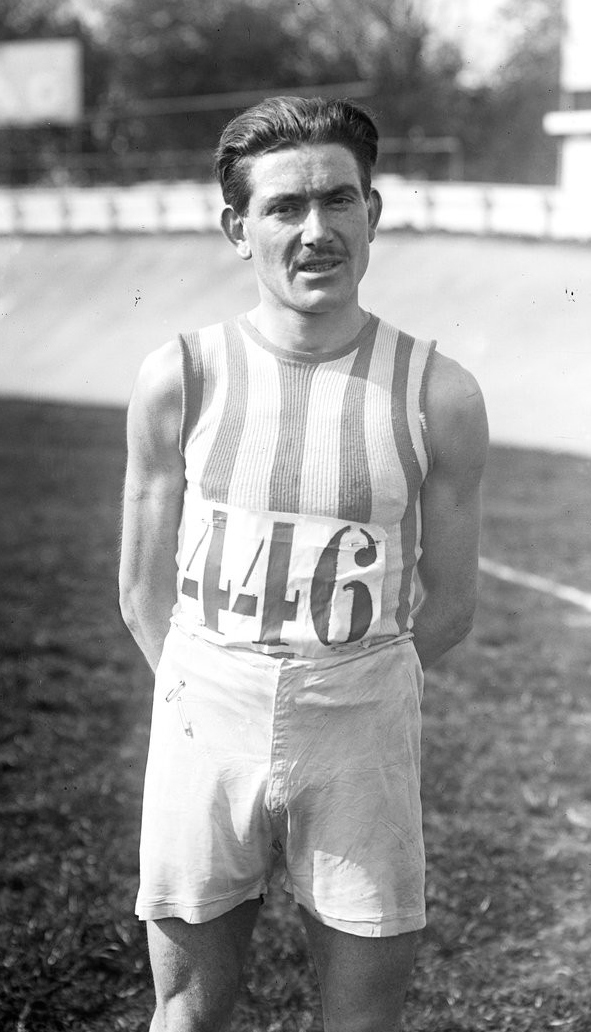
Gaston Heuet – ebenfalls nicht im Ziel